# 秦彥
秦彥（？—888年3月2日），原名秦立。唐末徐州（今屬江蘇）人。
黃巢之亂時，曾被捕入獄判处死刑，夢見有神靈相助脫逃，夢醒後越獄，改名秦彥，聚集數百人，殺下邳縣令，投奔黃巢軍而去。
黄巢被张璘打败，秦彦同许勍投降高骈，因功升和州刺史。他趁宣歙观察使竇潏染病，派儿子率数千士兵突袭占据宣歙，朝廷不能制止，只得认可他为宣歙观察使。
光启三年，淮南都知兵马使畢師鐸被高骈任用的道士呂用之迫害，怒而造反，囚禁高骈，请秦彦率兵相助，佔据扬州。秦彦对高骈供给很少，没有柴火，高骈左右没有饭吃，甚至拆了木像和延和阁的栏杆烧火煮皮带吃，甚至互相吃。
庐州刺史杨行密率兵來救援高骈，秦彦被杨行密打败，精锐八千人覆没，部将秦稠陣亡。前苏州刺史张雄率万余人前来，但坐壁上观，秦彦用钱财和官职换其粮食，张雄有钱后就不为秦彦作战，甚至反而帮助杨行密。揚州被圍半年，糧草食盡，秦彦担心高骈党羽为内应，比丘尼王奉仙说：“扬州分野极灾，必有一大人物死才能转喜。”于是秦彦命其将刘匡时、左右陈赏等杀高骈，并将高氏子弟甥侄共七人无论长幼一并杀死，埋在一处，用毡包裹。有的左右奴客越墙逃跑逃入杨行密军。王奉仙又進言：“走为上计也。”秦彥遂與畢師鐸奪門突圍而走，尚有二千多余部，投奔张雄被拒绝，想回宣州，被蔡州節度使秦宗权派往淮南的弟弟秦宗衡招纳。
秦宗权因即将败亡，召回秦宗衡。秦宗衡手下的決勝指揮使孫儒不肯回师，杀秦宗衡，夺取军队，联合秦彦、毕师铎攻陷高邮并屠城。但孙儒猜忌二人，渐渐夺取了他们的军队。秦彦的裨将唐宏知道秦彦必将被杀，担心同死，就诬告秦彦等秘密勾结宣武军节度使朱全忠。
光启四年（888年）正月，孙儒在高郵杀死秦彦、毕师铎。楊行密攻破揚州，自稱淮南節度使。